# Eugoa bipuncta
Eugoa bipuncta là một loài bướm đêm thuộc phân họ Arctiinae, họ Erebidae.